# Dongying
Dongying (chiń. upr. 东营; chiń. trad. 東營; pinyin Dōngyíng) – miasto o statusie prefektury miejskiej we wschodnich Chinach, w prowincji Szantung, niedaleko ujścia Huang He do Morza Żółtego. W 2010 roku liczba mieszkańców miasta wynosiła 314 933. Prefektura miejska w 1999 roku liczyła 1 706 422 mieszkańców. Ośrodek przemysłu wysokich technologii, rafineryjno-petrochemicznego, maszynowego, materiałów budowlanych i włókienniczego. Miasto posiada port rzeczny dostępny dla statków morskich i własne lotnisko.